# NGC 3069
NGC 3069 je galaksija u zviježđu Lavu.

## Vanjske poveznice
- SEDS: NGC 3069